# Суперкубок Японії з футболу

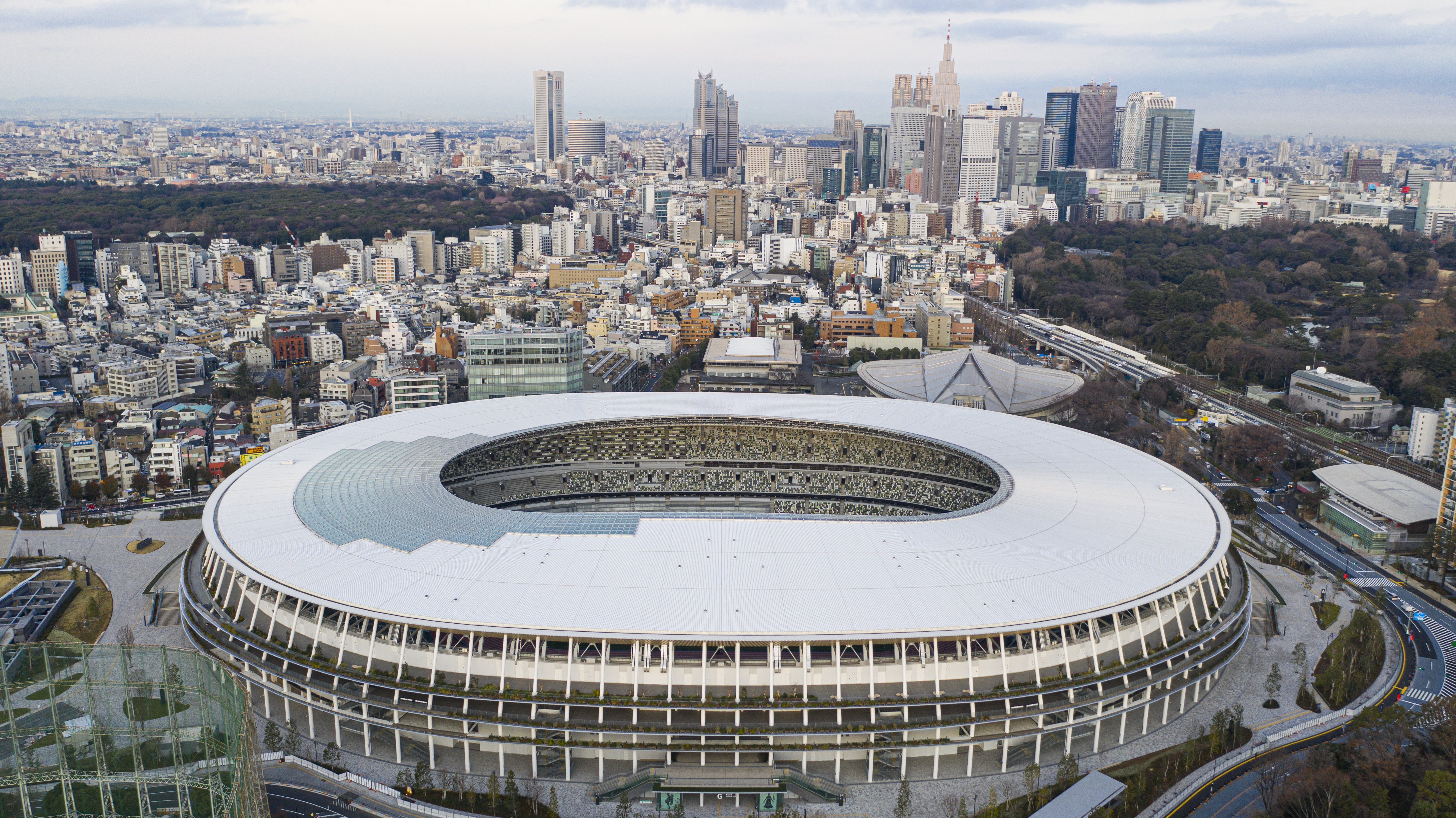
Токійський національний стадіон, Токіо

Суперкубок Японії з футболу або Fuji Xerox Super Cup (яп. 富士ゼロックススーパーカップ, Fuji zerokkusu sūpā kappu)(яп. 富士ゼロックススーパーカップ Fuji zerokkusu sūpā kappu) — щорічне одноматчеве футбольне змагання в Японії, організоване японською футбольною асоціацією. Цей матч є стартом сезону і проводиться між переможцем попереднього сезону Джей-ліги і володарем Кубка Імператора. Fuji Xerox спонсорує турнір з моменту його створення в 1994 році. Матч зазвичай грають приблизно в кінці лютого кожного року.

## Учасники
При стандартних обставинах участь берут наступні клуби:
- Переможець попереднього сезону Джей-ліги
- Володар Кубка імператора попереднього сезону

Однак, якщо один клуб виграє і Джей-лігу і Кубок Імператора, віце-чемпіон Японії буде брати участь у змаганні. (Примітка: до 2009 сезону участь брав фіналіст Кубка Імператора)

## Формат змагань
- Одна 90-хвилинна гра
- При рівному рахунку призначається післяматчеві пенальті щоб визначити переможця (без додаткового часу)

## Місця
- Токійський національний стадіонаціон (1994—2004, 2006—2010, 2012—2014)
- Міжнародний стадіон Йокогами (2005, 2011, 2015—2017)

## Результати
| Рік  | Чемпіон Японії      | Рахунок   | Володар Кубка       | Дата            | Стадіон                                |
| ---- | ------------------- | --------- | ------------------- | --------------- | -------------------------------------- |
| 1994 | Верді Кавасакі      | 2–1       | Йокогама Флюгелс    | 5 березня 1994  | Токійський національний стадіон, Токіо |
| 1995 | Верді Кавасакі      | 2–2 (4–2) | Бельмаре Хірацука   | 11 березня 1995 | Токійський національний стадіон, Токіо |
| 1996 | Йокогама Марінос    | 0–2       | Нагоя Грампус       | 9 березня 1996  | Токійський національний стадіон, Токіо |
| 1997 | Касіма Антлерс      | 3–2       | Верді Кавасакі      | 5 березня 1997  | Токійський національний стадіон, Токіо |
| 1998 | Джубіло Івата       | 1–2       | Касіма Антлерс      | 14 березня 1998 | Токійський національний стадіон, Токіо |
| 1999 | Касіма Антлерс      | 2–1       | Сімідзу С-Палс*     | 27 лютого 1999  | Токійський національний стадіон, Токіо |
| 2000 | Джубіло Івата       | 1–1 (3–2) | Нагоя Грампус       | 4 березня 2000  | Токійський національний стадіон, Токіо |
| 2001 | Касіма Антлерс      | 0–3       | Сімідзу С-Палс†     | 3 березня 2001  | Токійський національний стадіон, Токіо |
| 2002 | Касіма Антлерс      | 1–1 (4–5) | Сімідзу С-Палс      | 23 лютого 2002  | Токійський національний стадіон, Токіо |
| 2003 | Джубіло Івата       | 3–0       | Кіото Санга         | 1 березня 2003  | Токійський національний стадіон, Токіо |
| 2004 | Йокогама Ф. Марінос | 1–1 (2–4) | Джубіло Івата       | 6 березня 2004  | Токійський національний стадіон, Токіо |
| 2005 | Йокогама Ф. Марінос | 2–2 (4–5) | Токіо Верді         | 26 лютого 2005  | Міжнародний стадіон, Йокогама          |
| 2006 | Гамба Осака         | 1–3       | Урава Ред Даймондс  | 25 лютого 2006  | Токійський національний стадіон, Токіо |
| 2007 | Урава Ред Даймондс  | 0–4       | Гамба Осака†        | 24 лютого 2007  | Токійський національний стадіон, Токіо |
| 2008 | Касіма Антлерс      | 2–2 (3–4) | Санфречче Хіросіма† | 1 березня 2008  | Токійський національний стадіон, Токіо |
| 2009 | Касіма Антлерс      | 3–0       | Гамба Осака         | 28 лютого 2009  | Токійський національний стадіон, Токіо |
| 2010 | Касіма Антлерс      | 1–1 (5–3) | Гамба Осака         | 27 лютого 2010  | Токійський національний стадіон, Токіо |
| 2011 | Нагоя Грампус       | 1–1 (3–1) | Касіма Антлерс      | 26 лютого 2011  | Ніссан Стедіум, Йокогама               |
| 2012 | Касіва Рейсол       | 2–1       | Токіо               | 3 березня 2012  | Токійський національний стадіон, Токіо |
| 2013 | Санфречче Хіросіма  | 1–0       | Касіва Рейсол       | 23 лютого 2013  | Токійський національний стадіон, Токіо |
| 2014 | Санфречче Хіросіма  | 2–0       | Йокогама Ф. Марінос | 22 лютого 2014  | Токійський національний стадіон, Токіо |
| 2015 | Гамба Осака         | 2–0       | Урава Ред Даймондс‡ | 28 лютого 2015  | Ніссан Стедіум, Йокогама               |
| 2016 | Санфречче Хіросіма  | 3–1       | Гамба Осака         | 20 лютого 2016  | Ніссан Стедіум, Йокогама               |
| 2017 | Касіма Антлерс      | 3–2       | Урава Ред Даймондс‡ | 18 лютого 2017  | Ніссан Стедіум, Йокогама               |
| 2018 | Кавасакі Фронтале   | 2–3       | Сересо Осака        | 10 лютого 2018  | «Сайтама 2002», Сайтама                |
| 2019 | Кавасакі Фронтале   | 1–0       | Урава Ред Даймондс  | 16 лютого 2019  | «Сайтама 2002», Сайтама                |
| 2020 | Йокогама Ф. Марінос | 3–3 (2–3) | Віссел Кобе         | 8 лютого 2020   | «Сайтама 2002», Сайтама                |
| 2021 | Кавасакі Фронтале   | 3–2       | Ґамба Осака‡        | 20 лютого 2021  | «Сайтама 2002», Сайтама                |
| 2022 | Кавасакі Фронтале   | 0–2       | Урава Ред Даймондс  | 12 лютого 2022  | Ніссан Стедіум, Йокогама               |
| 2023 | Йокогама Ф. Марінос | 2–1       | Ванфоре Кофу        | 11 лютого 2023  | Національний стадіон, Токіо            |
| 2024 | Віссел Кобе         | 0–1       | Кавасакі Фронтале   | 17 лютого 2024  | Національний стадіон, Токіо            |
| 2025 | Віссел Кобе         | 0–2       | Санфречче Хіросіма  | 8 лютого 2025   | Національний стадіон, Токіо            |

* Переможець Кубка Імператора 1998 року Йокогама Флюгелс був розформований і у Суперкубку зіграв фіналіст Кубка Сімідзу С-Палс.

† Цей клуб виграв «золотий дубль» попереднього сезону, тому у Суперкубку зіграв з фіналістом Кубка Імператора.

‡ Цей клуб виграв «золотий дубль» попереднього сезону, тому у Суперкубку зіграв з віце-чемпіоном Японії.

## Попередній Суперкубок
Японський Суперкубок також розігрувався в період з 1977 по 1984 рік. Проте, він ніколи не був створений в якості незалежного турніру і служив простим матчем-відкриттям сезону Японської футбольної ліги. Цей попередній Суперкубок сприймався менш серйозно, ніж нинішні змагання і був скасований після 8 років. Всі матчі проходили на Національному стадіоні у Токіо, за винятком 1978 і 1980 років, що відбулися в Осаці.
| Рік  | Чемпіон Японії    | Рахунок   | Володар Кубка Імператора | Дата            | Стадіон                                |
| ---- | ----------------- | --------- | ------------------------ | --------------- | -------------------------------------- |
| 1977 | Фурукава Електрік | 3–2       | Янмар Дізель†            | 10 квітня 1977  | Токійський національний стадіон, Токіо |
| 1978 | Фуздіта Індастріз | 5–1       | Янмар Дізель†            | 2 квітня 1978   | «Нагай», Осака                         |
| 1979 | Міцубісі Моторз   | 0–0 (3–1) | Тойо Індастріз†          | 8 квітня 1979   | Токійський національний стадіон, Токіо |
| 1980 | Фуздіта Індастріз | 1–2       | Міцубісі Моторз†         | 6 квітня 1980   | «Нагай», Осака                         |
| 1981 | Янмар Дізель      | 0–0 (3–2) | Міцубісі Моторз          | 5 квітня 1981   | Токійський національний стадіон, Токіо |
| 1982 | Фуздіта Індастріз | 2–0       | Ніппон Кокан             | 28 березня 1982 | Токійський національний стадіон, Токіо |
| 1983 | Міцубісі Моторз   | 3–0       | Ямаха Моторз             | 27 березня 1983 | Токійський національний стадіон, Токіо |
| 1984 | Йоміурі           | 2–0       | Ніссан Моторз            | 25 березня 1984 | Токійський національний стадіон, Токіо |

† Цей клуб виграв «золотий дубль» попереднього сезону, тому у Суперкубку зіграв з фіналістом Кубка Імператора.

## По клубах
| Клуб                      | Перемог | Фіналів | Роки перемог                       | Роки фіналів                       |
| ------------------------- | ------- | ------- | ---------------------------------- | ---------------------------------- |
| Касіма Антлерс            | 6       | 4       | 1997, 1998, 1999, 2009, 2010, 2017 | 2001, 2002, 2008, 2011             |
| Урава Ред Даймондс        | 5       | 5       | 1979, 1980, 1983, 2006, 2022       | 1981, 2007, 2015, 2017, 2019       |
| Санфречче Хіросіма        | 5       | 1       | 2008, 2013, 2014, 2016, 2025       | 1979                               |
| Токіо Верді               | 4       | 1       | 1984, 1994, 1995, 2005             | 1997                               |
| Кавасакі Фронтале         | 3       | 2       | 2019, 2021, 2024                   | 2018, 2022                         |
| Джубіло Івата             | 3       | 2       | 2000, 2003, 2004                   | 1983, 1998                         |
| Ґамба Осака               | 2       | 5       | 2007, 2015                         | 2006, 2009, 2010, 2016, 2021       |
| Сьонан Бельмаре           | 2       | 2       | 1978, 1982                         | 1980, 1995                         |
| Сересо Осака              | 2       | 2       | 1981, 2018                         | 1977, 1978                         |
| Сімідзу С-Палс            | 2       | 1       | 2001, 2002                         | 1999                               |
| Наґоя Грампус             | 2       | 1       | 1996, 2011                         | 2000                               |
| Йокогама Ф. Марінос       | 1       | 6       | 2023                               | 1984, 1996, 2004, 2005, 2014, 2020 |
| Віссел Кобе               | 1       | 2       | 2020                               | 2024, 2025                         |
| Касіва Рейсол             | 1       | 1       | 2012                               | 2013                               |
| ДЖЕФ Юнайтед Ітіхара Тіба | 1       | 0       | 1977                               |                                    |
| Ніппон Кокан              | 0       | 1       |                                    | 1982                               |
| Йокогама Флюгелс          | 0       | 1       |                                    | 1994                               |
| Кіото Санга               | 0       | 1       |                                    | 2003                               |
| Токіо                     | 0       | 1       |                                    | 2012                               |
| Ванфоре Кофу              | 0       | 1       |                                    | 2023                               |